# 余修
余修（1911年5月1日—1985年），原名鲁广益，号仲谦，后改名鲁方明，又名鲁灵光，笔名郑则、芳萌、荒萌、杜若、于岫等，男，山东济南人，中华人民共和国作家、政治人物，曾任山东省人民委员会副省长，山东省政协副主席。